# Les Tricheurs (film, 2022)
Pour plus de détails, voir Fiche technique et Distribution.
Les Tricheurs est un film québécois réalisé par Louis Godbout sorti en 2022 et mettant en vedette Christine Beaulieu, Benoît Gouin, Alexandre Goyette et Steve Laplante.

## Synopsis
Hubert, psychiatre, et André, pharmacien, sont partenaires d'affaires dans les résidences Euphoria, des centres pour personnes âgées. Alors qu'ils font une partie de golf avec Florence, la conjointe d'Hubert, ceux-ci sont dérangés par un golfeur solitaire que Florence invite à se joindre au trio. Ce dernier vient déstabiliser, par ses questions et sous-entendus, la belle journée paisible que le groupe pensait passer.

## Fiche technique
Source : IMDb et Films du Québec
- Titre original : Les Tricheurs
- Titre de travail : 18 Trous
- Réalisation : Louis Godbout
- Scénario : Louis Godbout
- Musique : Jean Massicotte et Guy Bernier
- Direction artistique : Ludovic Dufresne (en)
- Costumes : Mélanie Brisson
- Maquillage et coiffure : Marie-Josée Galibert
- Photographie : Jean-François Lord (en)
- Son : Stéphane Barsalou, Jean-Philippe Savard, Hans Laitres
- Montage : Claude Palardy
- Production : Sébastien Poussard et Vanessa Mujica-Garcia
- Société de production : Les Films Primatice
- Société de distribution : K-Films Amérique
- Pays de production :  Canada
- Tournage : du 27 juillet au 9 septembre 2020 à Bromont
- Langue originale : français
- Format : couleur
- Genre : comédie satirique
- Durée : 93 minutes
- Dates de sortie :
  - Canada : 25 mars 2022 (première mondiale au Festival international du film de Sonoma (en))[2]
  - Canada : 12 août 2022 (sortie en salle au Québec)
  - Canada : 4 octobre 2022 (VSD)[3]
  - Canada : 13 décembre 2022 (DVD)
  - France : 17 juillet 2024
- Classification :
  - Québec : Visa général (Déconseillé aux jeunes enfants)[4]

## Distribution
- Christine Beaulieu : Florence
- Benoît Gouin : Hubert
- Alexandre Goyette : Michel
- Steve Laplante : André Plouffe
- Jean-Pierre Bergeron : employé de la cantine
- Sébastien René : Sepp (Martin), employé préposé au respect des règles
- Claude Gasse : Monique Racine, mère de Michel
- Étienne Dano : golfeur
- Louis Godbout : marmotte (voix)
- Jean-Carl Boucher : marmotte (voix)